# Михайловська Елеонора Володимирівна
Михайловська Елеонора Володимирівна (3 травня 1940 м. Харків — 19 липня 1997 м. Київ) — радянський і український вчений-радіобіолог, доктор біологічних наук.

## Біографія
Михайловська Елеонора Володимирівна народилася 03 травня 1940 року у місті Харкові.
Освіта: Київський медичний інститут ім. О. О. Богомольця.
За розподілом, як молодий спеціаліст, з 1963 по 1964 рік працювала у Чернігові лікарем-терапевтом у міській поліклініці №6.
У 1964 році вступила до аспірантури Інституту зоології Академії наук УРСР (очне відділення). У 1967 році Е. В. Михайловська зарахована на посаду молодшого наукового співробітника відділу цитології Інституту зоології Академії наук УРСР. Наукова діяльність вченого була присвячена прижиттєвому дослідженню клітин крові. Зокрема, за допомогою методу прижиттєвої мікрокінореєстрації у фазовому контрасті, вивчалося взаємовідношення клітин у культурах кровотворних органів експериментальних тварин, фіксувалися на фотоплівці мітохондрії живих стромальних клітин.
Результати багаторічних досліджень стали основою кандидатської дисертації, яку Е. В. Михайловська успішно захистила у 1969 році (Вчена Рада Інституту загальної генетики Академії наук СРСР). Підсумки наукової роботи були високо оцінені провідним вченим країни в області генетики, засновником і розробником багатьох нових напрямків у біології академіком М. П. Дубініним, який зазначив, що вивчення живої клітини, - якісно новий етап у цитології. Вчений запропонував створити навчальні кінофільми для профільних вузів. В результаті у 1974 році був випущений фільм «Життя клітини», а незабаром в Києві вийшла у прокат стрічка «Клітини крові».
З 1989 року Е. В. Михайловська очолила лабораторію експериментальної гематології Інституту експериментальної радіології Всесоюзного наукового центру радіаційної медицини Академії медичних наук СРСР (сьогодні ДУ «Національний науковий центр радіаційної медицини Національної академії медичних наук України» [Архівовано 30 листопада 2016 у Wayback Machine.]). Протягом року вона активно працювала над створенням лабораторної бази, освоєнням високотехнологічного обладнання. У короткий термін були введені в експлуатацію лазерний проточний цитофлуориметр (виробник фірма Бектон Дікінсон, мікрокінозйомочний комплекс МВН-13).
Вперше на території країни був використаний фазовоконтрастний мікроскоп у поєднанні з цейтрафферною фотокінозйомкою. В результаті проведених досліджень, вперше в експерименті були отримані кількісні характеристики тривалості мітозу стромальних клітин кровотворних органів, в т.ч. в умовах впливу різних доз радіації. Також були отримані невідомі раніше факти, що розширювали і поглиблювали знання про характер взаємодії стромальних клітин і лімфоцитів під впливом радіаційних факторів.
Успішно захищена у 1994 році докторська дисертація «Клітинні реакції строми кровотворних органів при дії на організм іонізуючої і неіонізуюючої радіації» (Вчена Рада НЦРМ АМН України), стала вагомим внеском у вивчення впливу радіації на взаємодію кровотворних клітин і стромальних елементів у кровотворних тканинах. Була визначена дозова залежність реакції клітин мікрооточення, що має принципове прогностичне значення. Тисячі ліквідаторів і людей, що постраждали під час і після аварій на ЧАЕС пройшли ретельні мікроцейтрафферні обстеження в лабораторії.
Останній період наукової діяльності Е. В. Михайловської був пов'язаний з вивченням процесу емперіполезісу в умовах опромінення тканини різними дозами радіації. Результати та висновки цієї роботи описані у збірнику наукових праць «Емперіполезіс: гіпотези і факти» [Архівовано 8 квітня 2022 у Wayback Machine.].
У 1997 році, на 57-му році життя, після тривалої хвороби Е. В. Михайловська померла.
Похована на Меморіальному військовому кладовищі в Києві.

## Праці
Опубліковано понад 100 робіт, є 3 патенти.
Збірник наукових праць «Емперіполезіс: гіпотези і факти» [Архівовано 2 квітня 2018 у Wayback Machine.]
Докторська дисертація «Клітинні реакції строми кровотворних органів при дії на організм іонізуючої і неіонізуючої радіації» [Архівовано 2 квітня 2018 у Wayback Machine.]
Фільм «Життя клітини»
Фільм «Клітини крові»
16-17 грудня 1997 року у Києві відбувся 3-й симпозіум «ДІАГНОСТИКА І ПРОФІЛАКТИКА НЕГАТИВНИХ НАСЛІДКІВ радіації, присвячений пам'яті доктора біологічних наук Е. В. МИХАЙЛОВСЬКІЙ».

## Сім’я
Чоловік - Михайловський Віктор Іванович, політичний і державний діяч, дипломат.
Дочка - Олена, кандидат медичних наук, громадський діяч.
Онуки - Вікторія і Олена.